# Marcello Mio
Marcello Mio ist ein französisch-italienischer Spielfilm von Christophe Honoré aus dem Jahr 2024. In der Komödie schlüpft Chiara Mastroianni in die Rolle ihres Vaters, des berühmten italienischen Schauspielers Marcello Mastroianni (1924–1996). Das Werk wurde im Mai beim 77. Filmfestival von Cannes uraufgeführt.

## Handlung
Chiara ist die Tochter von Marcello Mastroianni und Catherine Deneuve. Auch sie arbeitet als Schauspielerin, doch ihr Leben ist zerrüttet. Daraufhin beschließt sie, einen Sommer lang die Identität ihres verstorbenen Vaters anzunehmen. Chiara beginnt sich wie er zu kleiden und zu sprechen. Dies tut sie mit solcher Inbrunst, dass ihr Umfeld bald glaubt, den echten Marcello Mastroianni vor sich stehen zu sehen. Schon bald wird Chiara auch als „Marcello“ angesprochen.

## Veröffentlichung
Die Weltpremiere von Marcello Mio fand am 21. Mai 2024 im Hauptwettbewerb des 77. Filmfestivals von Cannes statt. Ein regulärer Kinostart in Frankreich erfolgte am selben Tag im Verleih von Ad Vitam.

## Auszeichnungen
Für Marcello Mio erhielt Christophe Honoré seine dritte Einladung in den Wettbewerb um die Goldene Palme des Filmfestivals von Cannes. Auch wurde das Werk in die offizielle Auswahl für die Vergabe der Queer Palm aufgenommen.